# Grand Prix de Ouest-France 2006
Il Grand Prix de Ouest-France 2006, settantesima edizione della corsa, si svolse il 27 agosto 2006 su un percorso totale di 226 km. Venne vinto dall'italiano Vincenzo Nibali che terminò la gara in 5h18'56", alla media di 42,52 km/h.
All'arrivo 116 ciclisti portarono a termine la gara.

## Squadre partecipanti
| N.      | Cod. | Squadra               |
| ------- | ---- | --------------------- |
| 1-8     | DSC  | Discovery Channel     |
| 11-18   | A2R  | AG2R Prévoyance       |
| 21-28   | GST  | Gerolsteiner          |
| 31-38   | QSI  | Quick Step-Innergetic |
| 41-48   | C.A  | Crédit Agricole       |
| 51-58   | CSC  | Team CSC              |
| 61-68   | EUS  | Euskaltel-Euskadi     |
| 71-78   | BTL  | Bouygues Télécom      |
| 81-88   | AST  | Astana-Würth Team     |
| 91-98   | SDV  | Saunier Duval-Prodir  |
| 101-108 | CEI  | Caisse d'Epargne      |

| N.      | Cod. | Squadra                |
| ------- | ---- | ---------------------- |
| 111-118 | TMO  | T-Mobile Team          |
| 121-128 | PHO  | Phonak Hearing Systems |
| 131-138 | FDJ  | Française des Jeux     |
| 141-148 | DVL  | Davitamon-Lotto        |
| 151-158 | LAM  | Lampre-Fondital        |
| 161-168 | COF  | Cofidis                |
| 171-178 | MRM  | Team Milram            |
| 181-188 | LIQ  | Liquigas               |
| 191-198 | RAB  | Rabobank               |
| 201-208 | AGR  | Agritubel              |
| 211-218 | UNI  | Unibet.com             |

## Ordine d'arrivo (Top 10)
| Pos. | Corridore           | Squadra        | Tempo    |
| ---- | ------------------- | -------------- | -------- |
| 1    | Vincenzo Nibali     | Liquigas       | 5h18'56" |
| 2    | Juan Antonio Flecha | Rabobank       | s.t.     |
| 3    | Manuele Mori        | Saunier Duval  | s.t.     |
| 4    | Yaroslav Popovych   | Discovery Ch.  | a 5"     |
| 5    | Jakob Piil          | Team CSC       | a 18"    |
| 6    | Filippo Pozzato     | Quick Step     | s.t.     |
| 7    | Pierrick Fédrigo    | Bouygues Télé. | s.t.     |
| 8    | Sergej Ivanov       | T-Mobile       | s.t.     |
| 9    | Grégory Rast        | Phonak         | s.t.     |
| 10   | Fabian Wegmann      | Gerolsteiner   | s.t.     |